# Octave Homberg (1844-1907)
Pour les articles homonymes, voir Octave Homberg.
Pour les autres membres de la famille, voir Famille Homberg.
Octave Homberg, né le 4 juin 1844 à Paris et mort dans le 8e arrondissement de Paris le 30 octobre 1907, est un haut fonctionnaire et financier français.

## Biographie
Fils du polytechnicien Eugène Homberg (1804-1876), inspecteur général des ponts et chaussées, neveu de Théodore Homberg et petit-fils de Corneille Lamandé, il fut marié en premières noces à Thérèse Rendu, petite-fille d'Ambroise Rendu, puis en secondes noces à la nièce de Charles Kolb-Bernard. Il est le père d'Octave Homberg (1876-1941) et l'oncle d'André Homberg.
Élève de l’École polytechnique, il rentre dans l'Administration centrale en 1864.
Inspecteur des finances en 1871, il est chargé de mission responsable de l'inspection générale de la Banque impériale ottomane de 1874 à 1877 et représentant des Comités de la Banque ottomane en Turquie (dont il est membre du Comité parisien de 1901 à 1904), chef de cabinet du ministre des finances le 27 mai 1877, directeur chargé du cabinet et de la direction du personnel du Ministère des Finances le 26 juin 1877 et administrateur des Contributions directes le 17 novembre 1877. Il quitte l'administration le 29 décembre 1879.
Homberg passa alors dans la carrière privée et devint directeur général de la Société générale de 1880 à 1890, président de la Compagnie des chemins de fer de l’Ouest et de la Société générale des chemins de fer économiques, vice-président de la Banque d'Indochine, administrateur de l'Imprimerie Chaix, de la Société Mokta El Hadid, des Chemins de fer de Krivoï-Rog.
Il est censeur de la Banque de France de 1891 à 1907.
Il fut un collectionneur célèbre et officier de la Légion d’honneur.